# La Mesa de Tzapotzala
La Mesa de Tzapotzala är en ort i Mexiko.   Den ligger i kommunen Chicontepec och delstaten Veracruz, i den sydöstra delen av landet, 200 km nordost om huvudstaden Mexico City. La Mesa de Tzapotzala ligger 285 meter över havet och antalet invånare är 277.
Terrängen runt La Mesa de Tzapotzala är kuperad åt sydväst, men åt nordost är den platt. La Mesa de Tzapotzala ligger uppe på en höjd. Runt La Mesa de Tzapotzala är det ganska tätbefolkat, med 65 invånare per kvadratkilometer. Närmaste större samhälle är La Ceiba, 13,7 km söder om La Mesa de Tzapotzala. Omgivningarna runt La Mesa de Tzapotzala är en mosaik av jordbruksmark och naturlig växtlighet.